# Копасек, Самуэль
Самуэль Копасек (словац. Samuel Kopásek; род. 22 мая 2003, Чадца, Жилинский край) — словацкий футболист, защитник клуба «Жилина».

## Клубная карьера
Сауэр — воспитанник клубов «Сьерне», «Чадца» и «Жилина». 4 мая 2022 года в матче против «Ружомберока» он дебютировал в Фортуна лиге в составе последнего.

## Международная карьера
В 2022 году Копасек в составе юношеской сборной Словакии принял участие в домашнем юношеском чемпионате Европы. На турнире он сыграл в матчах против команд Франции, Италии, Румынии и Австрии. В поединке против австрийцев Самуэль забил гол.